# Maria Żodzik
Maria Żodzik (ur. 19 czerwca 1997 w Baranowiczach) – polska lekkoatletka pochodzenia białoruskiego specjalizująca się w skoku wzwyż.
Srebrna medalistka mistrzostw Białorusi seniorów w lekkoatletyce 2021 i złota medalistka mistrzostw Polski seniorów w lekkoatletyce (Bydgoszcz 2024). Jej dziadkowie byli Polakami. W marcu 2024 decyzją Prezydenta Rzeczypospolitej Polskiej Andrzeja Dudy otrzymała obywatelstwo polskie.